# Мюзикл

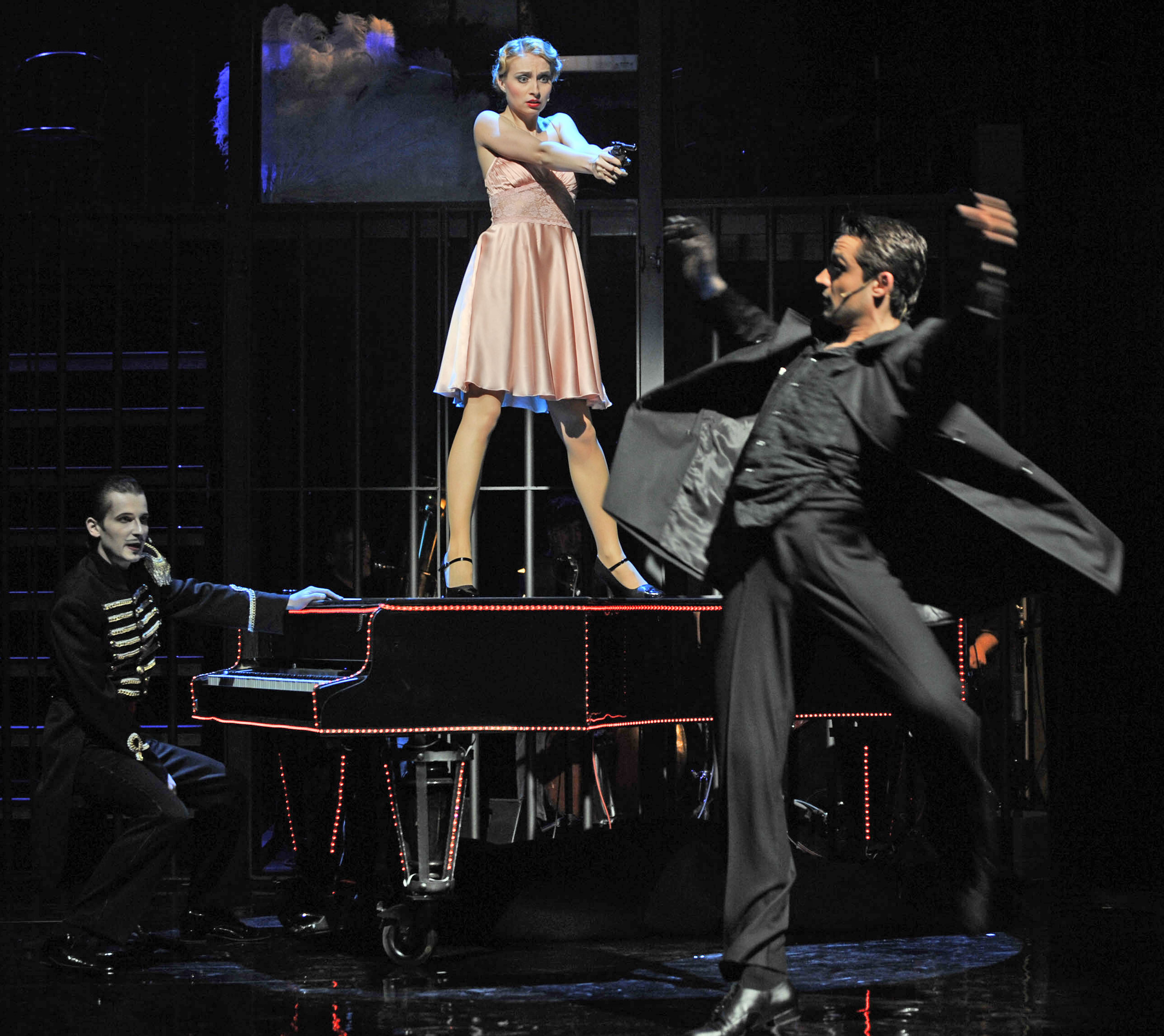
Мюзикл «Чикаго» (1975)

Мю́зикл (англ. Musical) — музыкально-театральный сценический жанр, произведение и представление, сочетающее в себе не только музыкальное, драматическое, хореографическое, но и оперное искусство. Несмотря на то, что английский термин «мюзикл» является сокращением от «музыкальной комедии», он может представлять собой также трагедию, фарс или драму.
Из-за большого жанрового сходства с опереттой, мюзикл как отдельный жанр театрального искусства долгое время не признавался, однако на протяжении своего существования он сформировал свои особенности, которые отличают его от других жанров музыки.
Признанным мировым центром культуры мюзикла является Нью-Йорк, США.
Наибольшее число мюзиклов ставят коммерческие театры, расположенные вдоль улицы Бродвей в Театральном квартале Манхэттена. Сейчас здесь насчитывается 41 театр с числом мест для зрителей более пятисот. Нередко бродвейские театры длительное время ставят один мюзикл, пока он пользуется популярностью у зрителей.
За сезон 2015/16 годов спектакли Бродвея посетило более 13 миллионов человек из которых две трети — приезжие; годовая выручка от продажи билетов превысила 1,3 млрд долларов.

## Особенности
Мюзикл является следствием развития американской и европейской оперетты, нарушения сложившихся традиций и канонов, расширения различных границ, выразительных средств и эффектности. Помимо оперетты, на мюзикл также оказали большое влияние такие жанры как комическая опера, водевиль и бурлеск, а также эстрадные музыкальные стили и направления XX века и начала XXI века.
Он стилистически раскованнее и разнообразнее в составе оркестра, в нём нашли признание многие приёмы симфо-джаза, а также более современные направления, требующие острых, эпатирующих красок и электроакустической аппаратуры. В мюзикле переплетаются: диалоги, песни, музыка и шоу, важную роль играет хореография. Хореография мюзикла отличается от балетных и салонных танцев оперетты. Для мюзикла характерны острая драматическая коллизия, бо́льшая динамичность действия, разнообразие песенных музыкальных форм.
Мюзикл, в отличие от оперетты, практически не имеет собственной драматургии. Их основа обычно — литературные произведения, либо изменённые либретто (в том числе либретто оперетт) и обработанные произведения, созданные изначально для драматического театра.
Мюзикл — жанр, как правило, сложный в постановочном отношении и потому дорогой. Многие бродвейские мюзиклы славятся своими спецэффектами, что возможно только в условиях стационарного мюзикла, где спектакли идут ежедневно в течение многих лет, пока они пользуются успехом у публики.
Мюзикл — один из наиболее коммерческих жанров театра. Это обусловлено его зрелищностью, разнообразием тем для постановки, неограниченностью в выборе средств выражения для актёров.
По форме мюзикл чаще всего представляет собой двухактный спектакль.

## История развития мюзикла

### Зарождение
Предшественниками мюзикла были множество лёгких жанров, где смешались шоу варьете, балет и драматические интерлюдии. В сентябре 1866 года на сцене Нью-Йорка прошла постановка «Black Crook», где сплетались романтический балет, мелодрама и другие жанры. Именно она считается исходной точкой нового жанра. Английский продюсер Джордж Эдвардс охарактеризовал один из своих хитов «Хористка» музыкальной комедией. Музыкальная комедия подразумевала лёгкое развлекательное представление, где важным был не сюжет, а скорее популярные вокальные номера в исполнении кумиров публики. Постановки Эдвардса снискали ошеломительный успех в Нью-Йорке, и до начала XX века моду в новом жанре диктовали английские представления.

### Развитие в США
В годы, предшествующие Первой мировой войне, талантливые эмигранты Херберт, Фримль, Ромберг и другие дали импульс активному развитию мюзикла в США. В период 1920—1930-х годов, с приходом новых американских композиторов Джерома Керна, Джорджа Гершвина, Коула Портера и других, мюзикл приобретает истинную американскую окраску. Усложнилось либретто, в ритмах стало заметно влияние джаза, рэгтайма, в песнях появились типичные американские обороты. Многие песни из мюзиклов стали музыкальной классикой. Значительно возросло актёрское мастерство певцов. В 1932 году композитор Гершвин впервые награждён Пулитцеровской премией за работу над мюзиклом «Я пою о тебе»».

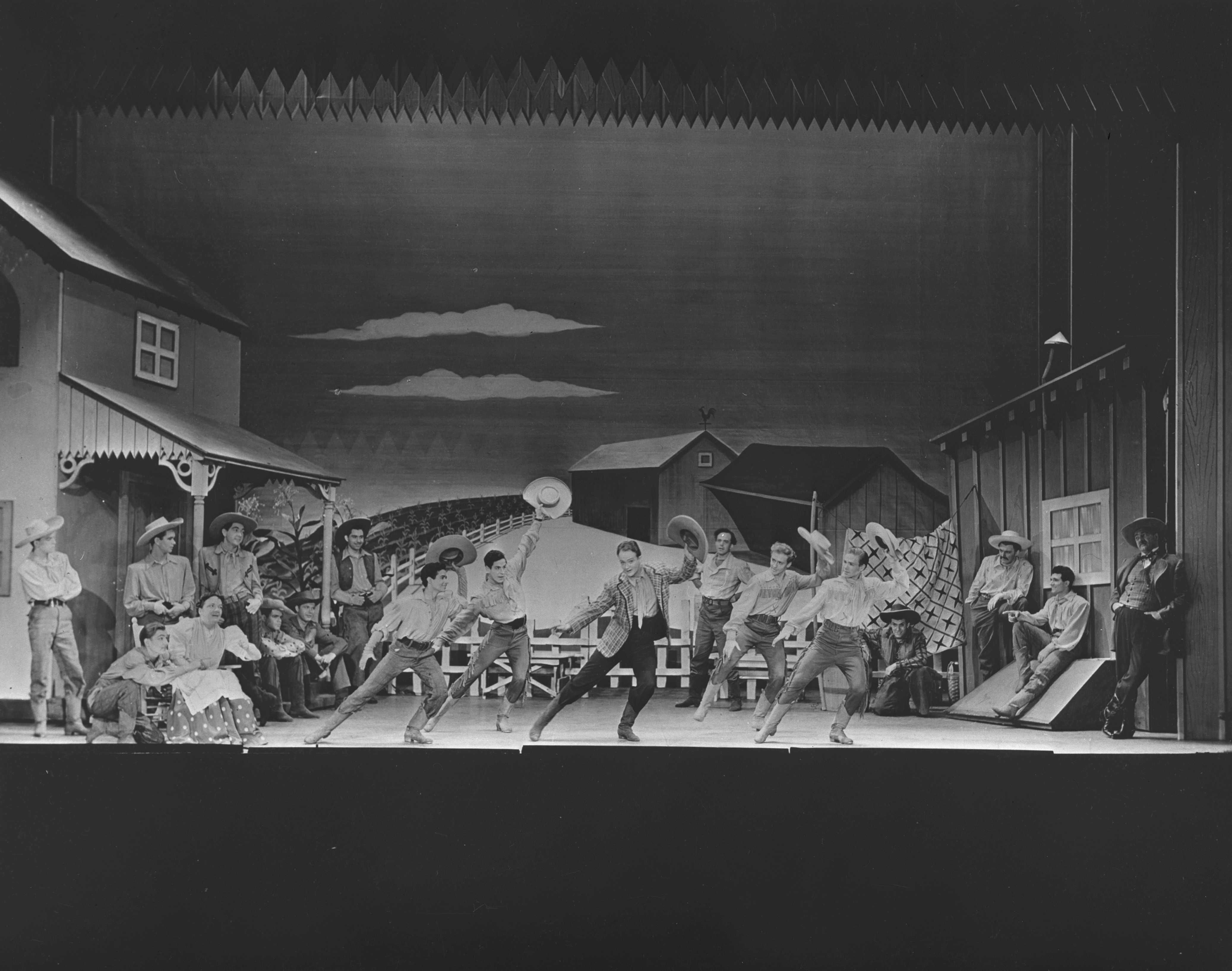
Сцена из мюзикла «Оклахома!», 1943)

При совместной работе Роджерса и Хаммерстайна II появились такие постановки, как «Оклахома!» («Oklahoma!», 1943), «Карусель» («Carousel», 1945), «Юг Тихого океана» («South Pacific», 1949), отличавшиеся высоким уровнем драматургии. Они имели огромный успех у публики.
После Второй мировой войны фабула мюзиклов стала более серьёзной, появилась «Вестсайдская история» («Westside story», 1957) Леонарда Бернстайна. За основу постановки взята шекспировская трагедия «Ромео и Джульетта», при этом действие происходит в современном Нью-Йорке. Экспрессивность танцев обозначило растущее значение хореографии.

### Дальнейшее развитие
В конце 1960-х годов под влиянием новых музыкальных стилей приходит новое понимание мюзикла как жанра. В спектакле «Волосы» («Hair», 1967) нашли отражение модные тогда идеи хиппи, тем самым постановка получила название «мюзикла первобытного американского лирического рока».
С 1970-х годов количество спектаклей сокращается, однако декорации и костюмы новых мюзиклов становятся более роскошными. Кардинальные изменения в понятие мюзикла преподнесла постановка «Иисус Христос — суперзвезда» («Jesus Christ Superstar», 1971) композитора Эндрю Ллойда Уэббера и либреттиста Тима Райса. Серьёзная тема мюзикла «Эвита» («Evita», 1978) доказала большой путь, который прошёл жанр за время своего развития.
Другое творение Уэббера, «Кошки» («Cats», 1981, по мотивам стихотворного цикла Т. С. Эллиота «Популярная наука о кошках, написанная Старым Опоссумом»), представляет яркие запоминающиеся образы, пластичные и гибкие танцы, узнаваемые кошачьи интонации в музыке. Другим популярным произведением Уэббера стал мюзикл «Призрак Оперы» («The Phantom of the Opera»), совмещающий в себе черты детектива и триллера.

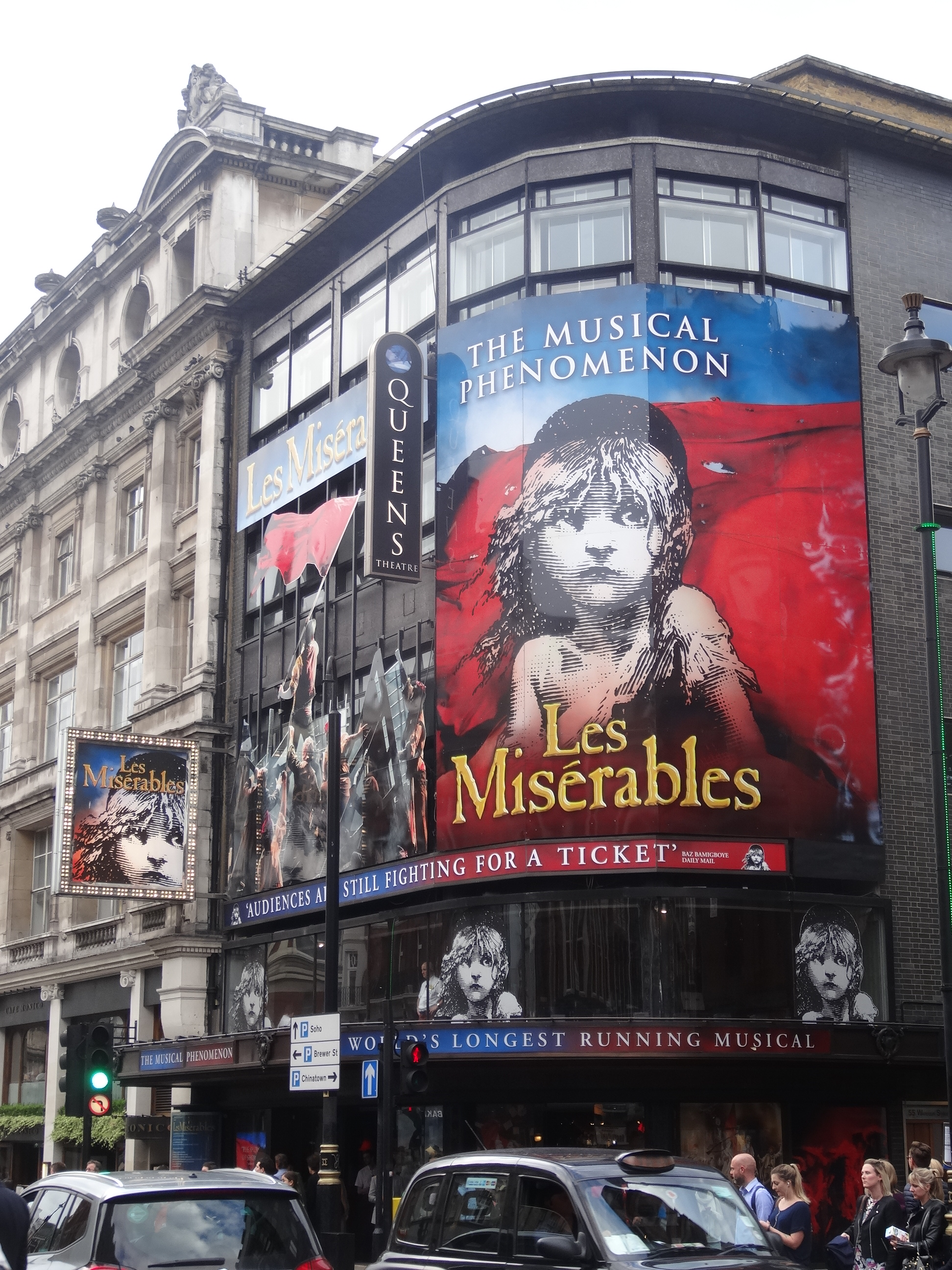
Мюзикл «Отверженные» в Queen’s Theatre (2017)

Англо-американская монополия мюзиклов прекратилась в 1985 году, когда на лондонской сцене состоялась премьера французской постановки «Отверженные» («Les Miserables») по мотивам одноимённого романа Виктора Гюго. Авторами являются композитор Клод Мишель Шонберг и либреттист Ален Бублиль. Высокий уровень мюзикла как жанра доказывает «Мисс Сайгон» («Miss Saigon»), осовремененная опера Пуччини «Мадам Баттерфляй».

## Автоматный мюзикл
Автоматный мюзикл (англ. jukebox musical, мюзикл-музыкальный автомат) — разновидность мюзикла, в котором в качестве музыкального материала использованы широко известные песни из популярной музыки, а не оригинальный музыкальный материал. Яркими примерами этого направления являются мюзикл Mamma Mia! и его экранизация, российский фильм Стиляги и компьютерный мультфильм Зверопой и его продолжение. Фильмы о музыкантах, включающие в себя их песни, не причисляют к направлению автоматных мюзиклов.

## Премии

### Премия «Тони»
- Премия «Тони» за лучшую женскую роль в мюзикле — американская театральная награда, присуждаемая фондом American Theatre Wing и «Бродвейской лигой» лучшей актрисе, исполнившей главную роль в мюзикле, поставленном на Бродвее. Впервые премия вручена в 1948 году. Премия получила название в честь Антуанетт «Тони» Перри — актрисы, режиссёра и сооснователя фонда American Theatre Wing

### Премия Лоуренса Оливье
- Лучшее исполнение роли в мюзикле — британская премия, учрежденная в 1976 году Театральным сообществом Лондона[англ.] в знак признания высоких профессиональных достижений в сфере музыкального театра, которая вручалась в 1977 и 1978 годах. В 1977 году премию получила Анна Шарки за роль в мюзикле «Мэгги» и в 1978 году — Элейн Пейдж за главную роль в мюзикле «Эвита». В 1979 году номинация была разделена на две категории: «Лучшая мужская роль в мюзикле» и «Лучшая женская роль в мюзикле». С 1984 года премии стали носить имя Лоуренса Оливье — выдающегося британского актёра. В 1991 году учреждена премия в номинации «Лучшая роль второго плана в мюзикле». В 2015 году номинация была разделена на две категории: «Лучшая мужская роль второго плана в мюзикле» и «Лучшая женская роль второго плана в мюзикле».

Существующие номинации:
- - Премия Лоренса Оливье за лучшую женскую роль в мюзикле 
  - Премия Лоренса Оливье за лучшую мужскую роль в мюзикле
  - Премия Лоренса Оливье за лучшую женскую роль второго плана в мюзикле
  - Премия Лоренса Оливье за лучшую мужскую роль второго плана в мюзикле

### Премия «Золотая маска»
- Российская национальная театральная премия «Золотая маска»; учреждена Союзом театральных деятелей Российской Федерации в 1993 году по инициативе народного артиста СССР М. А. Ульянова при участии театроведа В. Г. Урина и драматурга В. В. Павлова. Положение о премии предусматривает ежегодное награждение. В конкурсе спектаклей театров оперетты / мюзикла устанавливается основная номинация «Лучший спектакль», а лауреаты частных номинаций определяются в конкурсах: «Лучшая работа режиссёра», «Лучшая работа дирижёра», «Лучшая женская роль», «Лучшая мужская роль», «Лучшая роль второго плана».